# Toxidermie
 Mise en garde médicale
La toxidermie est l'ensemble des lésions cutanées dues à des réactions à des médicaments appliqués sur la peau, ou ingérés, administrés de manière parentérale ou inhalés. Ces réactions, parfois allergiques, se manifestent par des formes très différentes de lésions, plus ou moins persistantes ou susceptibles de réapparaître périodiquement ou d'accompagner des problèmes respiratoire (œdème de Quincke).

La personne qui en est victime peut se sensibiliser et déclencher des réactions plus vives ou plus rapides en cas de nouvelle prescription du médicament (ou d'une molécule très proche).

Ce sont généralement les mêmes surfaces de peau qui sont touchées lors de chaque prise du médicament, mais d'autres sites peuvent apparaître au fur et à mesure des prises.
La toxidermie la plus fréquente est l'exanthème maculo-papuleux, parfois accompagnée d'une fièvre, de nausées, d'un œdème..

Il se manifeste sous de nombreux aspects, rubelliformes, scarlatiniformes ou morbilliformes ou sous forme d'éruptions à petites papules évoquant une urticaire (locale ou généralisée).

## Diagnostic différentiel
Chez l’enfant, en présence d'une infection, il est difficile de savoir si les symptômes sont induits par le médicament ou par l’infection (par exemple pour la rubéole ou scarlatine).
Les lésions aiguës sont des plaques érythémateuses et œdémateuses ou érythématobulleuse bien définies, souvent rouge sombre à brun, parfois surmontées d'une bulle contenant de la lymphe (certaines armes chimiques (ypérite, lewisite.. ont des effets proches).
Les toxidermies bulleuses se traduisent par un syndrome de Lyell, qui en est une des variantes les plus graves et étendues, souvent accompagnée d'un état de choc pour le patient.
Des sites Internet spécialisés peuvent guider le praticien.

## Délais d'apparition
Ils sont souvent de 7 à 30 jours après la prise de médicaments s'il s'agit d'une sensibilisation primaire.
3 à 5 jours suffisent lors d'un second contact avec le médicament.

## Lésions dermatologiques
- L'érythème pigmenté fixe est une toxidermie pure.
- Érythème noueux
- Érythème généralisé ou localisé
- Toxidermies urticariformes
- Toxidermies bulleuses
  - Érythème polymorphe
  - Syndrome de Lyell
  - Syndrome de Stevens-Johnson
- Vascularites médicamenteuses

## Maladies dermatologiques induites
- Acné
- Lupus érythémateux
- Psoriasis
- Pustulose exanthématique aiguë généralisée
- Pumphigus